# Belém (Paraíba)
Pour les articles homonymes, voir Belém (homonymie).
Belém est une ville brésilienne de l'intérieur de l'État de la Paraíba. Elle se situe par une latitude de 6° 44′ 49″ sud et par une longitude de 35° 31′ 08″ ouest, à une altitude de 149 mètres. Sa population était estimée à 17 173 habitants en 2007. La municipalité s'étend sur 100 km2.